# José Dionisio Cisneros
José Dionisio Ramón del Carmen Cisneros Guevara (8 de abril de  1793-8 de enero  de 1847) fue el último guerrillero realista contra Venezuela, en defensa de la causa del rey de España hasta su capitulación en 1831, durante la primera mitad del siglo XIX.

## Orígenes
Nacido en Nuestra Señora del Rosario de Baruta el 8 de abril de 1793, hijo del mestizo Juan Antonio Cisneros y la india tributaria Paula Antonia Guevara. Se crio en el pueblo de Santa Lucía del Tuy, a orillas del río Guaire, y trabajó como arriero de recuas de un tal José García en su villa natal, llevando mercancías entre Caracas, el Alto Llano y los valles del Tuy y de Aragua. Conoció la mayoría de los pueblos del Tuy y los cerros de los Mariches. Es descrito como una persona de conducta irreprensible, casi analfabeto, hábil entendimiento, valiente y de fidelidad heroica.
En 1820 entra a servir como soldado de caballería de la columna del coronel español José Pereira, la que sufrió una derrota el 28 de mayo de 1821 en el cerro Macuto, cerca de Santa Lucía, por el brigadier José Francisco Bermúdez. En la persecución siguiente, Pereira se atrinchera en sus posiciones del cerro El Calvario, sorprende y destroza la división de Bermúdez y recupera Caracas, mientras que Bermúdez, que sufre fuertes perdidas, se retira nuevamente hasta Guarenas, donde recibe la noticia de Carabobo. Al parecer, alcanzó el grado de sargento en las filas del rey.
Después de saber del desastre de Carabobo, el coronel Pereira, militar expedicionario del Valençey, capitula ante el ofrecimiento de Bolívar, y Cisneros deja su unidad con algunos compañeros para huir a las montañas a formar una guerrilla. Esta victoria consolida la independencia venezolana, aunque las últimas fuerzas regulares realistas capitulan dos años después, tras la batalla del lago de Maracaibo y el Asedio de Puerto Cabello. La guerra convencional había concluido, sólo quedaron montoneras armadas y animadas por los últimos caudillos leales al rey para emprender una guerra de guerrillas. Fenómeno similar al sucedido en Colombia con Agustín Agualongo, en Chile con los hermanos Pincheira o Antonio Huachaca en el Perú.

## Contexto
Después de Carabobo, la principal preocupación del nuevo gobierno era recuperar la producción de tabaco a fin de conseguir ingresos para financiar el esfuerzo bélico, esta había sido devastada por la guerra y ahora estaba amenazada por bandoleros y guerrilleros. Muchos fieles al gobierno monárquico, civiles y militares, se refugiaron con las guerrillas hasta formar cantones (pueblos) con cientos de habitantes, incluyendo mujeres y niños, aunque la mayoría de su armamento eran lanzas y flechas. La más importante fue la montonera de los Güires, cerca de Barbacoas, entre las orillas de los ríos Memo y Orituco, una zona selvática perfecta para ocultarse. Acabó ocupando los bosques de Orituco, desiertos de Tamanaco y Batatal y los valles de Guapo y Riochico.
Uno de sus principales jefes fue el teniente coronel realista José Manuel de los Reyes Ramírez, alías “Ramirote”, comandante militar de San Rafael, el 13 de julio de 1821 había reunido al cabildo local y expuso la incapacidad de defenderlo de los patriotas y decidió retirarse al monte junto al capuchino José Benito Villaviciosa. El otro era el capitán de infantería Juan Celestino Beaumont o Dumont, alias “Centeno”, comandante de armas en Valle de la Pascua. Ambos compartieron el mando de los Güires y Tamanaco, aunque Centeno solía llevar a cabo las operaciones militares con ocasionales indicaciones de Ramirote.
Pero las acciones guerrilleras se veían facilitadas por el clima de caos y miseria que vivía el país en los años 1820: por ejemplo, grupos de llaneros o de soldados licenciados, acostumbrados por años a extorsionar o simplemente saquear las propiedades ajenas, continuaron hacerlo una vez acabada la guerra, afectando principalmente Apure. También estallaron revueltas de negros alentadas por sacerdotes en nombre del rey.
En una fecha tan temprana como el 10 de agosto de 1821, Carlos Soublette ordenó dividir la región de los Llanos en tres comandancias militares: Calabozo (coronel Judas Tadeo Piñango), Chaguaramas (coronel José María Zamora) y Orinoco o San Rafael de Orituco (mayor Pedro Muguerza). Todas tenían órdenes de acabar con las montoneras, mantener estrecha comunicación entre sí para coordinar esfuerzos y rendir cuentas a la comandancia general de los valles del Tuy (general Felipe Macero). Inicialmente se formaron «patrullas volantes», unidades de la época colonial formadas por los vecinos para defenderse de amenazas comunes y que ellos mismos financiaban, lo que causaba resistencia, además de no estar preparados para luchar contra la amenaza. En 1823 son sustituidas por la Milicia Nacional, fuerza complementaria del ejército regular, al tiempo que se obliga a los labradores a vivir en los pueblos para impedirles unirse a las montoneras y se llevaba a cabo una política de tierra quemada, se destruyó todo conuco (huerto pequeño) y se fusiló a todo el que vivía cerca de ellos.
A pesar de sus actividades delictuales para sobrevivir, estas guerrillas no dejaron de tener un objetivo político y pueden interpretarse como expresiones de la resistencia de sectores rurales a la introducción del país en una economía capitalista por parte de las nuevas élites en palabras de Eric Hobsbawm y Hugo Chumbita. Sin embargo, Richard Slatta rechaza esta figura del «bandolero social o "bandido generoso"» frente al de «"bandidos guerrilleros"» que servían a caudillos locales y a los intereses de sectores más poderosos. A la vez, la Venezuela de la década de 1820 es un país inestable, lo que permitió la continuación de la guerra civil por métodos no regulares.
En Venezuela la mayoría de la población fue realista posiblemente hasta 1820, pérdida de apoyo que lleva a ese bando a perder la guerra. Fueron rebeliones populares en 1812 y 1814 las que pusieron fin a las primeras repúblicas. El grado de violencia que alcanzó en esa Capitanía General, muy superior al de otras regiones del imperio, se debió a que desapareció el consenso sobre la legitimidad del gobierno, en consecuencia, las instituciones gubernamentales ya no fueron árbitros válidos a la hora de contener las tensiones sociales, raciales e interregionales.
Los blancos querían autogobernarse, los pardos acceder a los privilegios de los anteriores y los esclavos la manumisión. Para intentar ganar el favor de los marginados, los criollos al proclamar su independencia abolieron el sistema de castas y los títulos nobiliarios y eligieron un sistema federal para evitar las tensiones regionales pero no funcionó. Algunas provincias se proclamaron por el rey y el populacho apoyó a los realistas por amor al rey o considerarlos un mal menor. La masa popular era realista por amor y lealtad al rey, pero también porque personajes como José Tomás Boves lideraron una rebelión que destruyó el orden social y las instituciones coloniales pero en nombre del rey. Fernando VII de España nunca aprobó esto y cuando se restauró su poder quedó claro a los pardos que jamás conseguirían su añorada igualdad apoyándolo, lo que lentamente fue difuminando el poder monárquico. Los republicanos, en cambio, asumieron esas reformas como parte de su ideario político y pudieron ganar el favor popular.

## Guerrilla del Tuy

### Territorio
Su zona de actividades se extendía entre los valles del Tuy, en localidades como Santa Lucía, Guarenas o Baruta, pero también en las inmediaciones de Caracas, como en Petare, donde saqueaba, violaba, extorsionaba y reclutaba a la fuerza a los habitantes. Las guerrillas estaban distribuidas entre El Consejo y San Casimiro.
Las principales ciudades de los valles en 1810 eran Santa Lucía (3382 habitantes) y Ocumare (4692 ha).

### Violencia
Sus formas de subsistencia eran el contrabando de sal o tabaco, la caza y pesca, la captura de ganado cimarrón, el abigeato y el robo de pueblos.
Solían caer sobre poblados o haciendas, quemando todo a su paso o imponiendo contribuciones para salvaguardar la vida y bienes. Estas operaciones podían ser encabezadas por Cisneros en persona o por algún lugarteniente, por ejemplo, su primo hermano Gerónimo Cisneros asaltó Charallave el 26 de octubre de 1821 al grito de «¡Viva el Rey!». También destaca su crueldad a los prisioneros, el 10 de septiembre de 1822 capturó el cuartel de milicias de Santa Lucía con 67 guerrilleros, capturando 19 soldados a los que ejecutó. Soublette, intentando desmovilizar a los montoneros, ofreció un indulto a los involucrados en el saqueo de Charallave pero no fue aceptado. La mayoría de los guerrilleros no consideraban seriamente tales ofertas, unos aceptaban pero volvían a la vida delictual al poco tiempo y muy pocos abandonaban definitivamente esa forma de subsistir.
Por ello, los lugareños temían colaborar con las fuerzas del gobierno, sabedores de las crueles y prontas venganzas que realizaba con aquellos que lo hacían. En un solo mes se gastaron más de 60 000 pesos sin más pérdidas que algunos muertos por ambos bandos, pero era imposible sacarlo de sus refugios. Sin embargo, de todas formas muchos lugareños formaron parte de las muchas expediciones contra Cisneros, pero los bandoleros se dispersaban por los montes y selvas o atacaban en otro lugar. Cientos de soldados y milicianos murieron en esas campañas infructuosas.
Al final, la región del Tuy quedó despoblada, los ricos huyeron a las ciudades y solo quedaron los que podían pagar su protección, siempre a merced de los realistas. Fenómeno que alarmó a las autoridades caraqueñas y a Simón Bolívar, pues anteriormente la zona era de las más fértiles y ricas del país.

### Apoyos
La guerrilla sobrevivió tantos años por el apoyo de criollos monárquicos de Caracas y Puerto Cabello, cuyas propiedades jamás fueron afectadas. También por la ineficacia en el ejército republicano surgida de los conflictos entre el gobierno central de la Gran Colombia y las autoridades de Venezuela, especialmente desde 1825.
Contaban con la ayuda de hacendados, labradores, esclavos o mayordomos que les proveían de ropa, alimentos o pertrechos, les informaban de los movimientos enemigos o de la situación de las villas y les daban dinero. Las razones eran varias, temor a las represalias, amistad, el deseo de conocer a personas famosas, fidelidad al rey, «odio a los que llamaban masones», indigencia o furia por la violencia de las tropas gubernamentales.

### Religión
Su movimiento es comparado con el carlismo, ya que Cisneros decía defender tanto los derechos del rey como al catolicismo, supuestamente atacado por los republicanos. Debido a esto, el gobierno de Caracas le pidió a su arzobispo, Ramón Ignacio Méndez de la Barta, que enviara sacerdotes para exhortarlo a negociar. Sin embargo, el religioso respondió que no tenían a nadie que pudiera hablar con él. De hecho, a su banda le confirió el digno calificativo de «Los Defensores del Altar y del Trono».

### Apogeo
La situación republicana empeoró en 1824, con las guerrillas actuando de forma coordinada, con sus propios soldados teniendo cada vez más dificultades para recibir suministros y la población civil cansada de los abusos que cometían los teóricamente encargados de su defensa. El 8 de diciembre, día de la concepción, 200 hacendados, esclavos y labradores de Mariches intentaron tomarse Petare y otro grupo en Curiepe trato de hacerse con Río Chico y El Guapo, ambos al grito de «¡Viva el rey!». Fueron controlados fácilmente pero se supo del último que Centeno intento acercarse al pueblo para reclutar rebeldes. Ese mes Cisneros atacó Petare y Baruta, pero poco después un destacamento del batallón Apure le sorprendió y mató a 8 de sus seguidores. El general apureño José Antonio Páez le ofreció un indulto si se entregaba en menos de un mes pero no fue oído. A mediados del año siguiente, el general Santiago Mariño daba por destruida a la montonera, pero como su líder estaba fugitivo ésta pudo reconstruirse.
El 11 de febrero de 1825, Páez se presenta ante los comandantes de los Altos Llanos. Organiza 822 soldados de la fuerza encargada de acabar con los Güires de la siguiente manera: 122 en Calabozo, El Sombrero y Barbacoas, 100 en Chaguaramas, 400 para vigilar los caminos de las montañas y 100 en Río Chico y El Guapo. Un objetivo clave era vigilar las rutas de suministros y los itinerarios de todos los habitantes de las villas.
Poco después, en 1826, las guerrillas realistas alcanzan su esplendor con la llegada del oficial español José Arizábalo a La Guaira buscando refugio, aduciendo ser un prófugo de España. Desde esa posición incita a Cisneros y los Güires a atacar la capital para sembrar el pánico y debilitar al gobierno a la espera de ayuda de Cuba y Puerto Rico, estos últimos le hacen caso y para finales de la temporada estaban casi acabados, su estructura de mando deshecha y cada partida por su cuenta se iba rindiendo para salvarse. A principios del año siguiente, Arizábalo recibió de Bolívar una oferta de unirse al ejército republicano pero él solo acepta reinsertarse a la vida civil. Al parecer, el Libertador deseaba nombrarlo coronel y dejarlo a cargo de toda la artillería de la provincia de Caracas. En agosto de 1827 deja Caracas, recorre Valencia y Puerto Cabello, recoge información sobre la situación del país y se interna en la cordillera de la Costa, visita Villa de Cura, Parapara, San Sebastián, Camatagua y Ortiz dejando proclamas, escribiendo cartas a oficiales, reparte grados militares en nombre del rey y se relaciona con guerrilleros, haciendo un llamado a todos las montoneras a sumarse a su movimiento. Pronto logra tener 300 guerrilleros antes de que se les sume Centeno. Ordena organizar, sin dejar nada escrito para evitar ser descubiertos, partidas que serían llamadas «“Facción de Boca de Cagua”». Por último, promueve el contrabando de tabaco para conseguir financiamiento.
A mediados de 1827 los rumores de la unión de Cisneros y los Güires comenzaron a aflorar y en mayo asaltaban en conjunto San Sebastián, tomando el cuartel, degollando a la guarnición y masacrando a los vecinos. Arizábalo fue nombrado por el rey español como «jefe de las armas de su majestad en Venezuela». El 11 de septiembre se reúne en los montes de Tamanaco con los guerrilleros Centeno, Doroteo Herrera e Inocencio Rodríguez para coordinar sus esfuerzos. Debe tenerse en cuenta que personajes como estos habían cometido crímenes atroces en los años previos. En sus Memorias, escritas en 1830, Arizábalo escribe un informe a La Torre donde relata como se recibían a los oficiales venidos de España: 

(...) y les manifesté que S. M. me había enviado a lo más interior de aquellos países, a visitar y dar las gracias a sus fieles hijos, consolándolos en sus aflicciones: que estaba suficientemente autorizado para pedir socorros a esta Isla [Puerto Rico] y la de Cuba, siempre que deseasen sacudir el yugo de lo traidores, sujetándose a las leyes e instrucciones que S. M. había dictado por conducto de V. E. bajo cuyas órdenes debíamos seguir nuestras operaciones, pues los más le conocían demasiado y así es que al oír su nombre repitieron: Viva el General La Torre: éste es el que con nosotros ha escarmentado muchas veces a los traidores del Rey, y anegados en lágrimas me preguntaban por V. E., por el Excmo. señor don Francisco Tomás Morales, por el señor Brigadier don José Pereira (ignoraban de su muerte en Puerto Cabello), por los señores Coroneles don Juan Juez, don Tomás García, don Ramón Abois, don Juan abois Bolet y otros dignos jefes y oficiales que han hecho tanto honor a la nación española, al paso que ue detestaban el nombre de otros, a quienes suponían autores de sus desgracias y ventajas de los enemigos: los animé inspirándoles confianza, haciéndoles ver que los primeros disfrutaban del justo premio de su fidelidad al Rey, y que los últimos ya no existían, por que S. M., sabedor de todo, los había declarado incapaces de obtener ningún destino.
 Me repitieron muchos si volverían a ver a V. E. el General Morales, y los esperancé asegurándoles que sí: que desahogada la España de otras atenciones, vendrían con grandes fuerzas; pero que en el ínterin debíamos nosotros trabajar para proporcionarles con mucha satisfacción los puertos principales de desembarco, para cuya operación V. E. nos había ofrecido auxiliar desde esta Isla y de La Habana, de donde nos llegarían muy pronto una famosa Escuadra con todos los recursos que necesitábamos y algunas tropas procedentes de los antiguos Cuerpos que habían estado en el país, entre ellos muchos americanos y parientes y otros (...).

Ante tal situación, Bolívar ofrece un nuevo indulto a Cisneros el 12 de enero de 1827 si se entrega con sus armas, deja de atacar a soldados y civiles y abandona su vida errante pero acaba como el anterior. Entonces, en mayo, el Libertador ordena la creación de una columna de 806 efectivos para operar contra la guerrilla. El comandante Miguel Cegarra quedó a cargo de la unidad y después de un minucioso estudio solicitó 500 soldados y 8000 raciones más como mínimo para vencer a sus enemigos, pero le fueron negadas. Sin embargo, continuó su tarea de rastrear a los guerrilleros y defender a los vecinos, pero terminó solicitando de forma abusiva los bagajes para alimentar a sus tropas o declarar la pena de muerte a los lugareños de las comarcas donde solía transitar la guerrilla.
Cisneros tenía aliados entre las autoridades locales. Por ejemplo, el 22 de julio asaltó a unos encomenderos en las cabeceras del río Lagartijo y la quebrada de Mesia, donde robó 2000 pesos. Cayeron sospechas sobre los comandantes de Charallave y Ocumare del Tuy, pues jamás le dieron escolta (algo que se había ordenado) y el teniente visitador de Altagracia de Orituco, Vicencio Camero, dijo en voz alta que llevaba mucho dinero con él.
El 26 de agosto se proclama en asamblea la provincia de Cumaná, separándose de la de Maturín, movimiento encabezado por el gobernador Bonifacio Coronado, Ramón Burgos y los hermanos Isidro, Luis y Rosario Castillo, todos con el rango de coroneles. Pronto se hacen con Cumanacoa pero Mariño es enviado con 2000 soldados a someterlos. Un mes después proclama una amnistía que aceptan Burgos y Bonifacio y Pedro Coronado, pero los Castillo se niegan y resisten en Cumanacoa y San Juan de Macarapana con 250 seguidores. Finalmente, Bermúdez trae refuerzos y Macarapana cae el 31 de diciembre.
Pettman escribió sobre el caos que produjo la revuelta de negros en Cumaná y el terror que se extendió en la capital por las intrigas de los realistas locales. La más sonada es descrita por un oficio de Páez. Empezó el 12 de julio, cuando los ricos comerciantes de Guanare, Agustín Bescanza y Carlos Cande, se reunieron en La Guaira con Juan Bautista Rola, espía enviado desde Puerto Rico. Los criollos aseguraron que era el momento para acabar con el gobierno republicano pues era el deseo de muchos y que en Barinas, Guanare, Barquisimeto y San Carlos podía reunir 2000 hombres para asaltar Caracas, La Guaira y Río Chico y conquistar los valles de Aragua y Llano Alto, a la espera de ayuda. Se decidió organizar guerrillas en la provincia caraqueña y viajaron a Barinas a convocar más partidarios.
El 19 de octubre se descubre una conspiración para rebelarse en Barinas. El 21 se proclama la provincia en asamblea por el comandante de armas, José Ignacio Pulido, y promete castigar a los involucrados. En la noche del 30 del mismo mes hay una insurrección en Angostura contra el intendente de Orinoco, coronel Félix Blanco (cuya casa había sido allanada dos días antes), y el gobernador de Guayana, brigadier José Manuel Olivares. El gobernador Olivares fue depuesto y enviado a la capital vía Apure y Barinas, nombrándose en su reemplazo el general José Laurencio Silva, lo que consiguió calmar un poco los ánimos. Finalmente, el 8 de febrero de 1828 el comandante Juan de Dios Manzaneque venció a los rebeldes y sus cabecillas, Francisco Villareal y José del Rosario Farias, aceptaron un indulto a cambio de retirarse a la vida privada. El movimiento en Barinas inspiró a otro en San Luis, Coro, donde se alza en nombre del rey el capitán de milicias Candelario Olivares, pero los mismos vecinos le arrestan.
Entre tanto, molesto por cómo Arizábalo dirigía las operaciones, Ramirote intenta comunicarse con Centeno para exponer sus dudas, pero es capturado en la montaña de Masapo el 14 de noviembre de 1827. Desde prisión intenta contactar nuevamente con su antiguo amigo para convencerlo de rendirse y unirse a los republicanos, pero es fusilado como escarmiento el 5 de enero de 1828 en Caracas por orden de Páez.

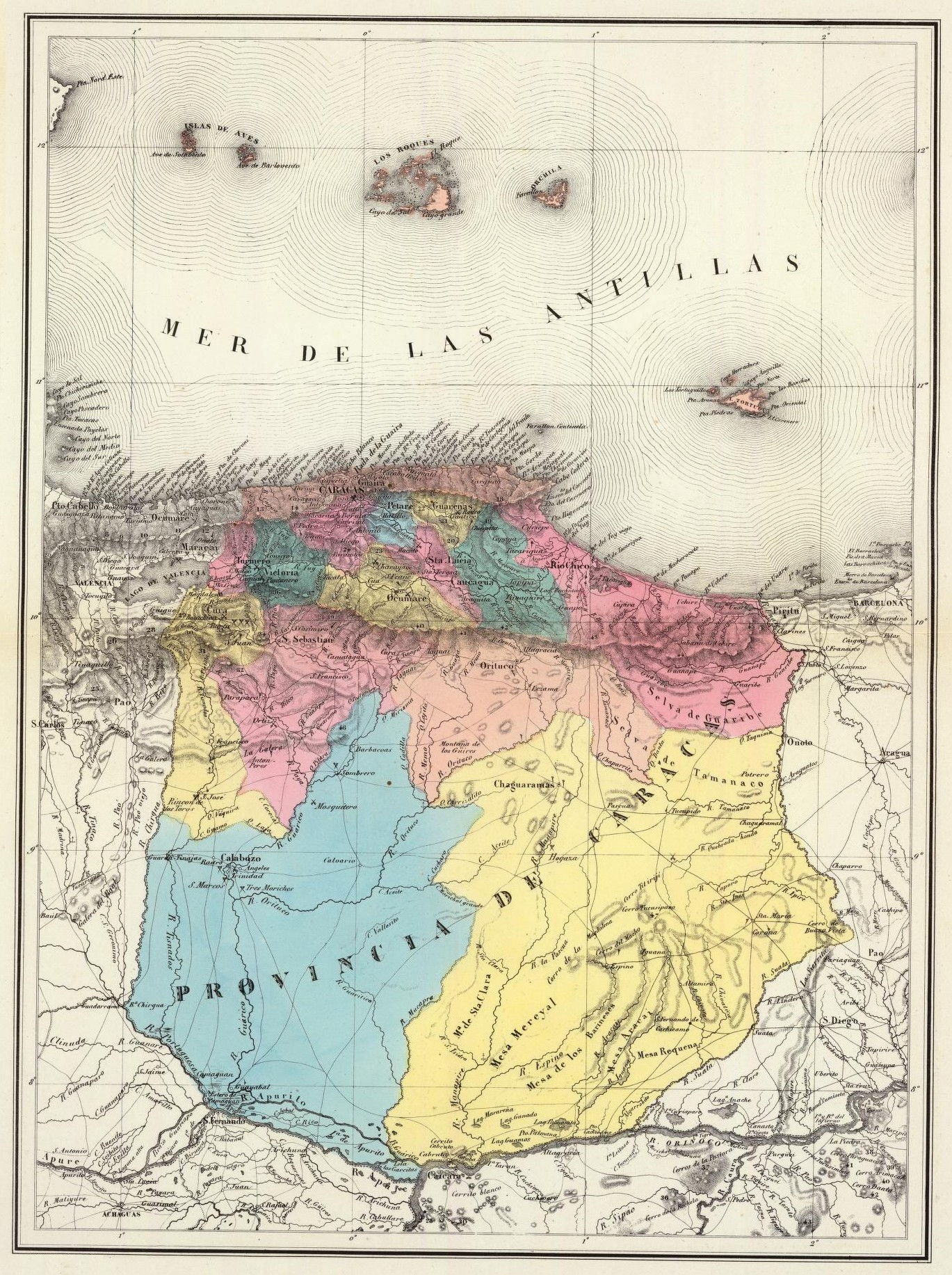
Mapa de la provincia de Caracas (Atlas físico y político de la República de Venezuela, 1840). Pueden apreciarse numerosas localidades mencionadas en el texto.

El 16 de diciembre de 1827 Centeno ocupa Caucagua, tomando 40 prisioneros con su armamento y se entrevista con Cisneros al día siguiente en Mariches, cerca de la capital venezolana. Arizábalo había escrito a Cisneros proponiéndole unir fuerzas, no negociar por separado y atacar solo objetivos militares, sabedor que podía ganarse a una población ya reducida a la miseria y que sentía que la nueva república la dejaba en la misma situación que en la época colonial, pero debía evitar la violencia gratuita contra civiles. También deseaba evitar toda comunicación entre su posible aliado y las autoridades, ya que podían ponerlo en su contra.
La respuesta de Cisneros fue que no reconocía más autoridad que la propia, que por cuestiones religiosas le haría la guerra a todo blanco y que el único representante del rey que reconocía era Francisco de Paula Santander; Centeno, entendiendo que no podía unirse a alguien con tales contradicciones en su discurso, siguió la campaña por su cuenta. Ese racismo lo justificaba en que un sacerdote, mucho tiempo atrás, le había dicho que el rey sólo quería negros e indios porque los blancos le eran todos enemigos, los mataba a todos exceptuando algunos sujetos y religiosos; era la última expresión de las «insurrecciones raciales» o «guerras de colores» que se hicieron en Venezuela en nombre del rey y que hacen a la independencia venezolana más parecida al caso haitiano que al de otros países hispanoaméricanos. Además, Cisneros admitió después que le desagradaba como el español mandaba a Los Güires. Poco después, el español declaró a Cisneros «enemigo del rey» y lo destituyó de su cargo como «segundo jefe de las fuerzas de su majestad en Venezuela».
El 23 de diciembre el coronel republicano Anselmo Hurtado, apodado “Burro Negro”, se atrincheró a orillas del Guaire, entre Petare y Mariches, con 800 soldados bien pertrechados. Centeno se enteró, pidió ayuda a Cisneros sin respuesta, y salió a enfrentarlo con 500 montoneros. A las 07:00 de la mañana siguiente comenzaron las cargas de ambas partes, tras cuatro horas de combate, agotadas sus pocas municiones, Centeno ordenó una carga contra las bayonetas enemigas para robar el armamento de los muertos.
A las 16:00 el combate cesaba y quedaban en el campo 400 soldados republicanos, 900 cartuchos, 7 cajas de guerra, 3 cornetas y 312 fusiles; Hurtado quedó mutilado de por vida y los heridos sobrevivientes atestaron los hospitales capitalinos. En cambio, Centeno sufrió 183 muertos y más de 400 heridos. Permaneció hasta la tarde en el lugar y luego volvió con 117 hombres ilesos que le quedaban a Mariches, donde volvió a entrevistarse con Cisneros, pero este último no le felicitó por la victoria y es más, le criticó, pues él ejecutaba a sus heridos para evitar que rebelaran la localización de sus escondites en caso de ser capturados. La capital estalló en pánico, se ordenó una movilización general, pero apenas 300 hombres se presentaron.

### Fuerzas
En una carta Páez afirmaba que Cisneros contaba con 3000 combatientes, incluyendo las fuerzas de otras guerrillas como Arizábalo y Centeno. El periódico Mercantil de Cádiz afirmaba, que a fines de 1827 «teniente coronel Cisneros, español americano, que ha enarbolado el pabellón español, y con 2.000 hombres blancos y otros tantos pardos y negros recorre la provincia de Cumaná, trataba de atacar a la capital».
En una carta, el espía patriota en Madrid, Tomás Quintero, alías Thomas Farmer, afirmaba sobre las ideas erróneas que tenía el gobierno español de la situación en Venezuela que «como ellos suponían, que el partidario realista Cisneros mandaba de cuatro a cinco mil hombres, con los cuales estaba a punto de tomar a Caracas, y si (y esto era lo principal) el general Páez no esperaba sino un apoyo exterior para proclamar el gobierno de España en todas las provincias de Venezuela». En cambio, en otra carta indica que el ministro de Hacienda español creía «en la existencia de muchas partidas de realistas, de las cuales una, la de Cisneros, tenía más de 500 hombres». En otro mensaje afirmaba que Cisneros «daba parte de tener a sus órdenes más de mil valientes con los cuales ofrece conquistar toda la provincia de Venezuela, si se le auxilia oportunamente con dinero, armas y municiones».
En sus Memorias, Arizábalo decía que la montonera de Los Güires sumaba, entre todas sus partidas, 2000 guerrilleros: «A las 11 de la noche del mismo día 22 de setiembre tuve noticia por un espía que vino a San Rafael de Orituco, que el Coronel López, Comandante General de los insurgentes en el alto Llano, había pedido a Páez, que con toda festinación mandase fuerzas sobre aquel Cantón general, pues que los facciosos acaudillados por mí, habían engrosado las suyas con una rapidez admirable, y que en número de dos mil hombres (...)». El oficial español no dudaba en reclutar negros y pardos para restablecer el gobierno realista, por lo que bien pudo alcanzar esa cifra, incluyendo a los 900 aportados por Centeno, los 400 del capitán Tazón y los reclutados por él mismo, aunque no a los de Cisneros, tan acostumbrado a actuar por su cuenta que se negaba a cooperar. La mayoría eran exsoldados descontentos, cimarrones y cuatreros. Por último, en un informe del 25 de septiembre de 1827, el cónsul británico en Caracas, capitán de la corbeta Arachne, W. R. A. Pettman, dice que Cisneros, culpable de saqueos y quemas de pueblos y ciudades, era seguido por 2000 guerrilleros bien vestidos y entrenados. Este número será el repetido por Robert Bontine Cunninghame Graham en publicación de 1929 José Antonio Páez.

### Decadencia
El teniente coronel Arizábalo actuaba en las montañas de Tuy y Guatopo cuando el 11 de enero de 1828 se presentó ante La Guaira una flotilla española procedente de Puerto Rico, compuesta de una fragata (64 cañones) y dos bergantines (50 y 20 cañones). Sin embargo, nunca logró aproximarse al puerto y el 22 de febrero los barcos volvieron. El plan original de José Domingo Díaz, quien desde el año anterior enviaba cartas animando a los guerrilleros y autoridades puertorriqueñas a luchar, era traer 8000 soldados desde Puerto Rico y desembarcar en Boca de Paparo, sumándose las guerrillas de Tuy, Aragua y los Altos Llanos, muchos oficiales del ejército republicano, los comandantes de La Guaira y Río Chico y numerosos vecinos de Caracas a la reconquista. Esta idea se había desarrollado con los informes enviados por Arizábalo al capitán general Miguel de la Torre y estaban impulsados por Díaz. Sin embargo, los realistas esperaban recuperar Venezuela más por una rebelión interna que por enviar una expedición, e irónicamente, las autoridades republicanas esperaban una invasión como paso previo a una revuelta.
Debe mencionarse que Díaz, como intendente puertorriqueño entre 1822 y 1829, estuvo a cargo de la confección de panfletos propagandísticos y la creación de una red de espionaje con sedes en Curazao, Saint Thomas, La Guaira y Caracas, que propagaba las ideas realistas entre civiles.
Ante estos eventos, Bolívar declara la ley marcial en los departamentos de Maturín, Venezuela, Orinoco y Zulia. Durante la última visita de Bolívar a su natal Caracas, entre el 31 de diciembre de 1826 y el 4 de julio de 1827, había ordenado a Páez acabar con Cisneros con todos los recursos disponibles, lo que llevó a la derrota de varias partidas. Esta visita también produjo temor en las autoridades puertorriqueñas, pues creían que era señal de una expedición contra la isla.
Arizábalo tuvo éxito en sus correrías menores, pero no encontró el apoyo que le hacían suponer los realistas exiliados ni los partidarios de España en otras provincias. La escasez de armas y oficiales experimentados impidió grandes operaciones coordinadas entre partidas, aunque si logró un mando casi unificado. El 12 de junio tuvo que implorar clemencia al general republicano Lorenzo Bustillo en una entrevista, celebrándose un convenio el 18 de agosto, ratificado el 4 de septiembre, en que se concedieron honores y facilitando buques y raciones para que el español y su tropa volvieran a Puerto Rico.
Debe mencionarse que la montonera de Centeno y Herrera en San Sebastián y Altagracia de Orituco, subalternos de Arizábalo, decidieron desmovilizarse, entregándose con 341 hombres, mujeres y niños al coronel José María Zamora. Los Güires se rindieron el 18 de agosto de 1829.

### Sometimiento

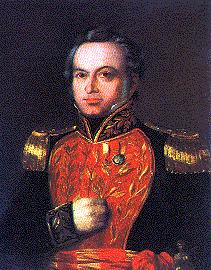
Retrato del general y presidente venezolano José Antonio Páez, por Lewis B. Adams, 1838.

En junio de 1830 el Congreso venezolano le ofreció a los guerrilleros una amnistía y muchos aceptaron. Abandonados a su suerte por Madrid y sin recursos, solo les quedaba unirse al ejército republicano. El 21 de septiembre, el general Felipe Macero dispersó a la montonera en la hondonada de Casupo, cerca de Santa Lucía, y consiguió capturar uno de sus hijos, de pocos años, al que bautizó haciendo de padrino y enviándolo a la escuela. A través de esto el apureño le ofreció desmovilizarse y un trabajo para ganarse la vida pacíficamente y le informó que el rey ya había renunciado a sus derechos sobre Venezuela. La respuesta del caudillo realista fue: «que no estaba cansado ni se cansaría nunca de servir á Dios, que era oficial del rey, que sabía lo que era honor, y que no faltaría jamás á su palabra». Sin embargo, el intercambio epistolario siguió. Debe mencionarse que fueron varias las amnistías que el monárquico rechazó.
El coronel Eduardo Stopford fue nombrado jefe de la columna encargada de enfrentar a la montonera en julio de 1831. No se distinguió mucho de su predecesor, pidió refuerzos e hizo recolectar información para que la milicia nacional supiera cómo enfrentarlo. Sorpresivamente, el 9 de agosto, Cisneros solicitó negociaciones para poner fin a la guerra. Páez viajó a Tuy para entrevistarse con él, pero el primer intento, del 29 de septiembre, falló porque el guerrillero no asistió temiendo una celada. El general apureño volvió a Caracas, pero regresó el 17 de noviembre después de reiniciarse las negociaciones.
Finalmente, el 22 de noviembre de 1831, Páez decidió ir a negociar acompañado solo de dos edecanes y un veterano lancero llanero a pesar de las protestas de sus subordinados. Llegaron a los pies de un peñasco que servía de refugio a Cisneros y ahí el general envió al lancero a anunciar su llegada. Este último obedeció y a su retorno le aconsejó no ir, pues había más de 200 guerrilleros en la zona listos para atacarlo. Páez ordenó a sus acompañantes quedarse y esperar hasta la puesta de sol, si no volvía para entonces «digan á Venezuela, que he muerto a su servicio». El sitio del encuentro fue la montaña de Lagartijo, cerca de Ocumare del Tuy.
Subiendo por un sendero estrecho bordeado de desfiladeros se encontró con la montonera formada en línea de combate; todos sus integrantes portaban carabinas, trabucos y yataganes o machetes. Cisneros se le aproximó solo, armado con una pistola de doble cañón y un aire sombrío aprovechando su elevada estatura.
Cisneros reprochó el atrevimiento temerario de Páez al venir a su guarida solo, a lo que el general apureño le respondió que lo hacía para negociar el final del conflicto. El realista hizo ademan de ordenar su ejecución y Páez se limitó a acercarse a sus verdugos por su cuenta. El jefe bandolero dio la orden de disparar pero el ningún momento el apureño dio señal de intimidación, y cuando las balas pasaron por encima de la cabeza del general se dio a entender que fue una prueba. Cisneros quedó impresionado por la valentía de su rival y le juro fidelidad, volviendo con él a Súcuta y luego a Caracas. Ante su actitud tan mansa, el general Rafael Ortega dijo «General, ya el indio dejó caer la oreja», comparándolo con la doma de un animal bravo. El 23 de marzo de 1832 el acuerdo fue aprobado por el Congreso.
Inmediatamente, el hijo de Cisneros fue liberado y el jefe realista recibió tierras para volver a la vida civil, sin embargo, con el tiempo volvió a sus actividades delictuales. También a él y sus subordinados se les reconocieron sus grados militares, en particular el de coronel para Cisneros, y se los dejó a cargo de proteger los valles que habían asolado como soldados de la república.

## Años posteriores
Después de la disolución de la Gran Colombia, el 7 de marzo de 1833, el coronel Cayetano Gavante se levantó en Tucupido por la deuda impaga que le reconocía el gobierno, se proclamó a favor de restituir la Gran Colombia. Tomó Chaguaramal y rechazó la amnistía ofrecida por Páez, pero cuando se enviaron al comandante Lorenzo Belisario y al coronel José María Zamora fue fácilmente vencido el 26 de marzo, debiendo entregarse el 3 de abril en La Iguana, Guárico.
Fue enviado preso a Caracas, pero a las 17:00 horas del 6 de julio su medio hermano, comandante Andrés Guillén, tomó la prisión a la fuerza y lo liberó con otros 33 prisioneros, huyendo a los montes. Se envió a Cisneros, ahora coronel, en su persecución. Le dio alcance el 11 de noviembre en la quebrada de El Acapro, cerca de La Victoria, dando muerte a Guillén. Gavante logró escapar con tres compañeros, pero estos deseaban congraciarse con el gobierno y lo asesinaron entre los pueblos de El Sombrero y Ortiz, el 11 de mayo de 1834.
Durante la Revolución de las Reformas, Cisneros ayuda al general Francisco Macero a asediar al gobierno en Caracas, pero son incapaces de impedir la entrada de Páez en la capital el 27 de julio de 1835. En los años posteriores a su sometimiento, Cisneros siguió teniendo problemas con la ley mientras se dedicaba a la agricultura en los valles del Tuy, pero se negaba a acatar autoridades superiores, pues afirmaba responder sólo ante Páez, con quien mantenía una relación de compadrazgo nacida del bautismo de aquel hijo suyo capturado por el coronel republicano José Hilario Cistiaga.
En 1846 Caracas y Madrid firman el Tratado de Reconciliación, Paz y Amistad, mediante el cual la independencia de Venezuela es reconocida y oficialmente cesa el conflicto. En septiembre de ese año, estalló una gran rebelión campesina contra el gobierno conservador, animada por jefes liberales. Páez encargó al coronel Cisneros marchar contra las guerrillas que atacaban las patrullas del gobierno en la zona, pero se mostró poco entusiasmado con las órdenes y trató de llegar a un acuerdo con los rebeldes. En diciembre, es arrestado por grave insubordinación militar y condenado a muerte el 8 de enero de 1847 por un consejo de guerra bajo los cargos de sedición, expoliación e insubordinación. El 13 de enero es ejecutado.

### Decimonónica
- De Arizábalo, José (1961). «Memorias del teniente coronel don José de Arizábalo y Orobio». Boletín de la Academia Nacional de la Historia (Caracas: Academia Nacional de la Historia. Originalmente publicado en 1830) XLIV (173): 84-155.
- De Córdoba, Pedro Tomás (1833). Memorias geográficas, históricas, económicas y estadísticas de la isla de Puerto-Rico. Puerto Rico: Oficina de Valeriano de Sanmillán.
- Díaz, José Domingo (2012). Recuerdos sobre la rebelión de Caracas. Caracas: undación Biblioteca Ayacucho y Banco Central de Venezuela & Editorial Arte, Colección Claves políticas de América N.º 9. Prólogo de Marianela Tovar Núñez. Originalmente publicado en 1829. ISBN 978-980-276-509-6.
- Montenegro Colón, Feliciano (1837). Geografía general para el uso de la juventud de Venezuela IV. Caracas: Imprenta de Damiron y Dupouy.
- Mendoza, Cristóbal (1829). Colección de Documentos relativos a la vida pública del Libertador de Colombia y del Perú Simón Bolívar, para servir a la historia de la independencia del Suramérica XVIII. Caracas: Imprenta de G. F. Devisme.
- Páez, José Antonio (1878a). Autobiografía I. Nueva York: N. Ponce de León.
- Páez, José Antonio (1878b). Autobiografía II. Nueva York: N. Ponce de León.
- Restrepo, José Manuel (1858). Historia de la Revolución de la República de Colombia en la América Meridional IV. Besazon: Imprenta de José Jacquin.
- Torrente, Mariano (1830). Historia de la revolución hispano-americana III. Madrid: Amarita.

### Moderna
- Alfaro Pareja, Francisco José (2016). «La desmovilización y la reinserción de los vencidos a la vida nacional: Los realistas en el conflicto por la independencia de Venezuela». Panorama (Bogotá: Politécnico Grancolombiano) X (18): 51-65. ISSN 1909-7433.
- Barrera Parrilla, Beatriz; Navarro García, Jesús Raúl (2010). «La estrategia desestabilizadora en Venezuela: propaganda y controversia en la acción contrainsurgente. Del constitucionalismo gaditano a la consolidación republicana, 1810-1828». Memorias. Revista Digital de Historia y Arqueología desde el Caribe (Barranquilla: Universidad del Norte) VII (13): 110-172. ISSN 1794-8886.
- Egea López, Antonio (1985). «La resistencia española en Suramérica tras Ayacucho, a través del «Diario Mercantil de Cádiz»». Anales de la Universidad de Cádiz (Cádiz: Servicio de Publicaciones de la Universidad de Cádiz) (2): 219-250. ISSN 0213-1595.
- Esteves González, Edgar (2006). Las guerras de los caudillos. Caracas: El Nacional. ISBN 9789803882471.
- Fernández, Delfina (1992). Últimos reductos españoles en América. Madrid: Mapfre. ISBN 9788471003119.
- Filippi, Alberto; Gil Novales, Alberto (1992). Bolívar y Europa en las crónicas, el pensamiento político y la historiografía: siglos XIX y XX II. Caracas: Ediciones de la Presidencia de la República. ISBN 978-9-80265-361-4.
- Graham, Robert Bontine Cunninghame (1973). José Antonio Páez. Caracas: Academia Nacional de la Historia.
- Gutiérrez Ardilla, Daniel (2012). Tomás Quintero / Thomas Farmer. Informes del espía de la República de Colombia en la corte de Fernando VII (1825-1830). Bogotá: Universidad Externado de Colombia. ISBN 978958710854 5.
- Hernández González, Manuel (2008). Los canarios en la Venezuela colonial, 1670-1810. Caracas: Bid & Company. Presentación de Tomás Straka. ISBN 9789806741652.
- Matthews, Robert Paul (1977). Violencia rural en Venezuela, 1840-1858: antecedentes socio-económicos de la guerra federal. Caracas: Monte Ávila Editores.
- Palacios Herrera, Óscar (1989). Dionisio Cisneros, el último realista. Caracas: Academia Nacional de la Historia.
- Parra Pérez, Caracciolo (1956). Mariño y la independencia de Venezuela: La antigua Venezuela. Madrid: Ediciones Cultura Hispánica.
- Parra Pérez, Caracciolo (1957). La monarquía en la Gran Colombia. Madrid: Ediciones Cultura Hispánica.
- Rivera, Raquel Rosario (1992). Los emigrantes llegados a Puerto Rico procedentes de Venezuela entre 1810-1848 (incluye registro de emigrados). Puerto Rico: Hato Rey.
- Straka, Tomás (2007). La voz de los vencidos: ideas del partido realista de Caracas, 1810-1821. Caracas: Universidad Católica Andrés Bello. ISBN 978-9-80674-145-4.
- Straka, tomás (2012). «Venezuela en la revolución atlántica. Algunos problemas y posibilidades». Anuario de Estudios Atlánticos (Las Palmas: Cabildo de Gran Canaria) (58): 185-214. ISSN 0570-4065.
- Straka, Tomás (2019). «Las razones de Don Braulio, o el realismo popular venezolano como problema historiográfico». Varia historia XXXV (67): 113-139. ISSN 0104-8775.
- Tosta, Virgilio (1987). Historia de Barinas. Caracas: Academia Nacional de la Historia. ISBN 9789802221806.
- Valderrama Vanezca, Dayana; Figuera Avellaneda, Ernesto (2010). «Los Güires 1821-1827: ¿bandoleros o guerrilleros? Contribución al estudio de los movimientos insurgentes de la primera mitad del siglo XIX venezolano». Nuestro Sur (Caracas: Fundación Centro Nacional de Historia) (1): 101-124.
- Valderrama Vanezca, Dayana; Figuera Avellaneda, Ernesto (2012). Descontentos, leales e intransigentes: historia de la lucha guerrillera realista en el centro-norte de Venezuela, 1821-1831. Caracas: Centro Nacional de Historia. ISBN 9789807248587.